# Diesel runaway
Diesel runaway je velmi vzácný jev u naftového motoru, při kterém se neočekávaně začne spalovat jiné palivo než nafta (zpravidla motorový olej) z nezamýšleného zdroje, což způsobí extrémní přetáčení motoru nad jeho výrobní limity, které má za následek produkci až násobků jmenovitého výkonu motoru. To nepřestane, dokud není motor zastaven, případně dokud nedojde k mechanické poruše vlivem vysokých otáček nebo spálení veškerého oleje a zadření motoru. Tento jev může znamenat nenávratné zničení motoru.

## Příčiny
U benzínového motoru se již hotová směs benzínu a vzduchu dostává do spalovací komory přes sací ventily. Množství této směsi je regulováno škrticí klapkou, která ovlivňuje točivý moment, který motor může dodávat a tím i otáčky motoru. U vznětového motoru se však přes sací ventil do spalovacího prostoru pouze vzduch, který obvykle není usměrňován škrticí klapkou. To znamená, že točivý moment a otáčky jsou regulovány pouze množstvím vstřikované nafty, přičemž palivo se mísí se vzduchem uvnitř spalovací komory. Čím více nafty do spalovacího prostoru vstoupí, tím větší otáčky a točivý moment motor produkuje. Nekontrolovaný přivod paliva způsobí, že otáčky bez sešlápnutí pedálu rostou příliš vysoko a podstatně převýší konstrukční limity agregátu.
Naftové motory jsou na rozdíl od benzínových schopny spálit širokou škálu různých hořlavin, pro které nejsou navrženy, nevyjímaje motorového oleje, různých plynů i benzín. To znamená, že pokud dojde v naftovém motoru k netěsnostem, které způsobí zvýšení přívodu oleje do spalovací komory, například v pístních kroužcích, bohatost směsi se zvýší natolik, že dojde k samovolnému a velmi rychlému navýšení otáček, protože motor začne místo nafty spalovat olej. Tento jev může způsobit i poškozené turbodmychadlo, ze kterého uniká olej do sacího potrubí.

## Zastavení
Je známo několik způsobů, jak zastavit motor, pokud k jevu dojde. Nejúčinnější, avšak nejnebezpečnější je ucpat přívod vzduchu do motoru, čímž se motor udusí a zastaví, protože ve spalované směsi bude chybět jedna ze dvou složek, vzduch. Tento způsob je však rizikový, protože vyžaduje nadzdvižení kapoty, kdy hrozí ve výjimečných situacích i exploze motoru. Dalším možným způsobem, jak motor zastavit je se sešlápnutou brzdou a zataženou ruční brzdou zařadit nejvyšší možný rychlostní stupeň a pustit spojku. Tím se motor zastaví, protože mu není umožněno uvést vozidlo v pohyb. U tohoto způsobu však hrozí kompletní zničení převodovky a spojky kvůli extrémnímu točivému momentu, na které nejsou tyto komponenty navrženy, ale může odvrátit zadření motoru.